# Vevey (bateau)
Pour l’article homonyme, voir Vevey.
Le Vevey est un bateau de la Compagnie générale de navigation sur le lac Léman (CGN). C'est un bateau à roues à aubes, classé monument historique.

## Historique
Le Vevey a été commandé en 1905 par la CGN à la compagnie Sulzer frères à Winterthour. Il est mis en service en 1907. C'est un bateau à vapeur jumeau de l’Italie, commandé en 1906 et mis en service en 1908. Sa décoration intérieure est de style néoclassique et Art nouveau (ou Jugendstil). Le salon de 1re classe est décoré de boiseries en châtaignier clair marquetées d’amarante. Il peut accueillir 750 passagers.
Spécialement équipé pour le service de nuit, avec un puissant projecteur de proue, on lui ajoute une illumination. Puis le chauffage est amélioré et des vitrages sont installés sur le pont supérieur. Un toit en métal remplace la toile de ce pont en 1929.
Entre 1952 et 1955, le Vevey est transformé. Il est équipé d'un moteur diesel-électrique. Sa cheminée est raccourcie et son fumoir au pont supérieur a été supprimé. Cependant le salon de 1re classe et son mobilier sont conservés.
Le Vevey est drossé par un fort vent du sud contre la digue de Lutry le 16 juillet 1969. C'est l’Italie qui le sort de ce mauvais pas.
Une panne électrique immobilise le bateau en 1974. Puis il subit une réfection des ponts et superstructures et reçoit une commande électro-hydro-électrique du gouvernail en 1975. Une nouvelle cheminée, construite selon les plans d'origine, remplace l'ancienne en 1987. En 1989 c'est au tour du salon de 1re classe d'être refait.
Le bateau cesse provisoirement de naviguer le 1er octobre 2010.
En 2011, il est classé monument historique par le canton de Vaud.
Il est rénové à partir de la mi-2012. Le bateau est en grande partie démonté pour remettre en état la structure et les moteurs diesel-électrique de 1955 sont remplacés. La partie électrique et électronique (GPS, aides à la navigation, wi-fi, écrans vidéos…) est modernisée, l'équivalent en câblage d'un Airbus A320 y est ainsi installé. Enfin, l'intérieur et les décors sont restaurés. Le bateau rénové a repris du service le 18 novembre 2013,,,.
Le Vevey est le bateau de la CGN qui a le plus navigué, ayant parcouru environ 3 000 000 km.
Il assure actuellement les « croisières fondues » en basse saison.

## Galerie

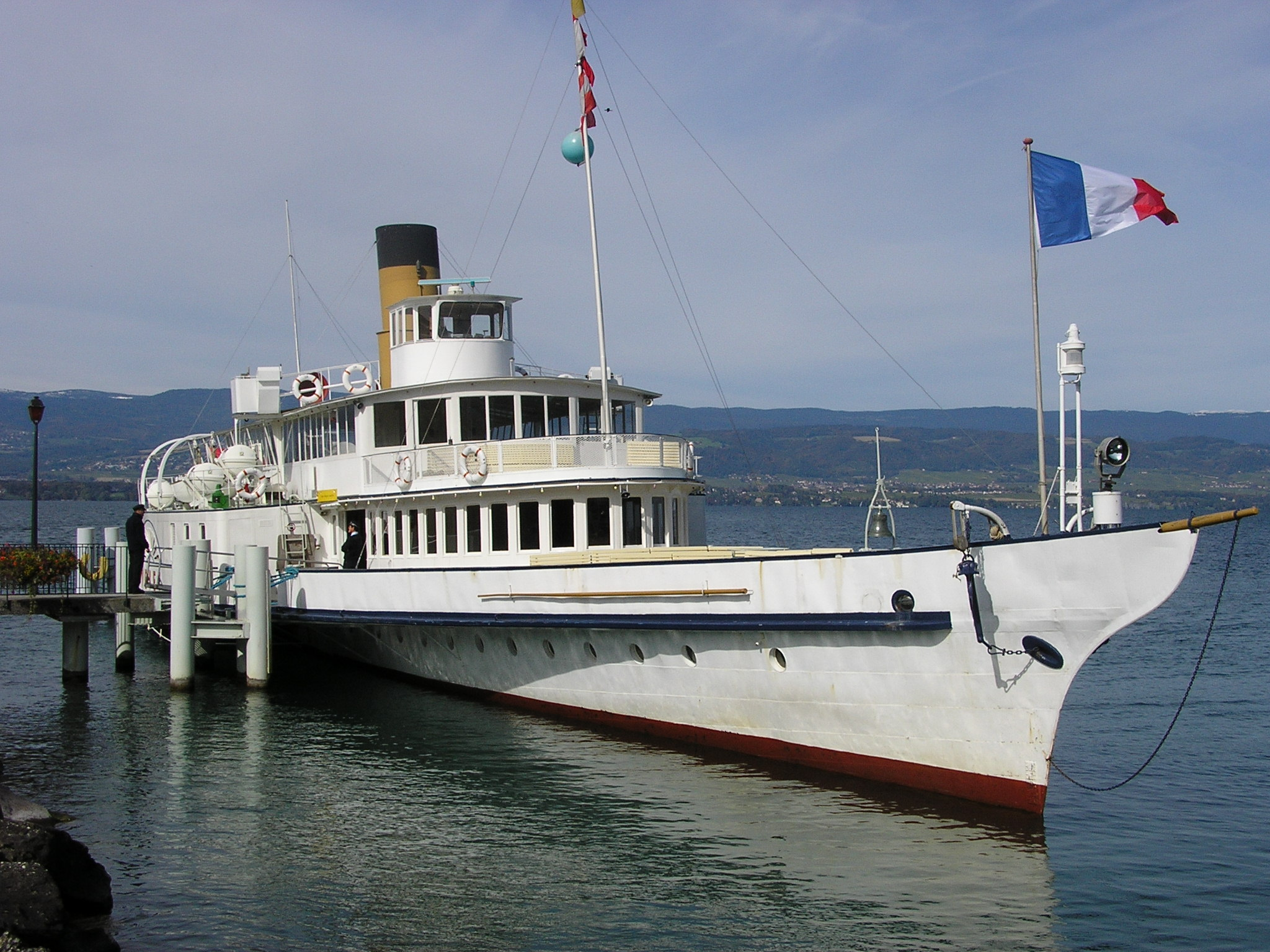
À quai à Yvoire, octobre 2008.
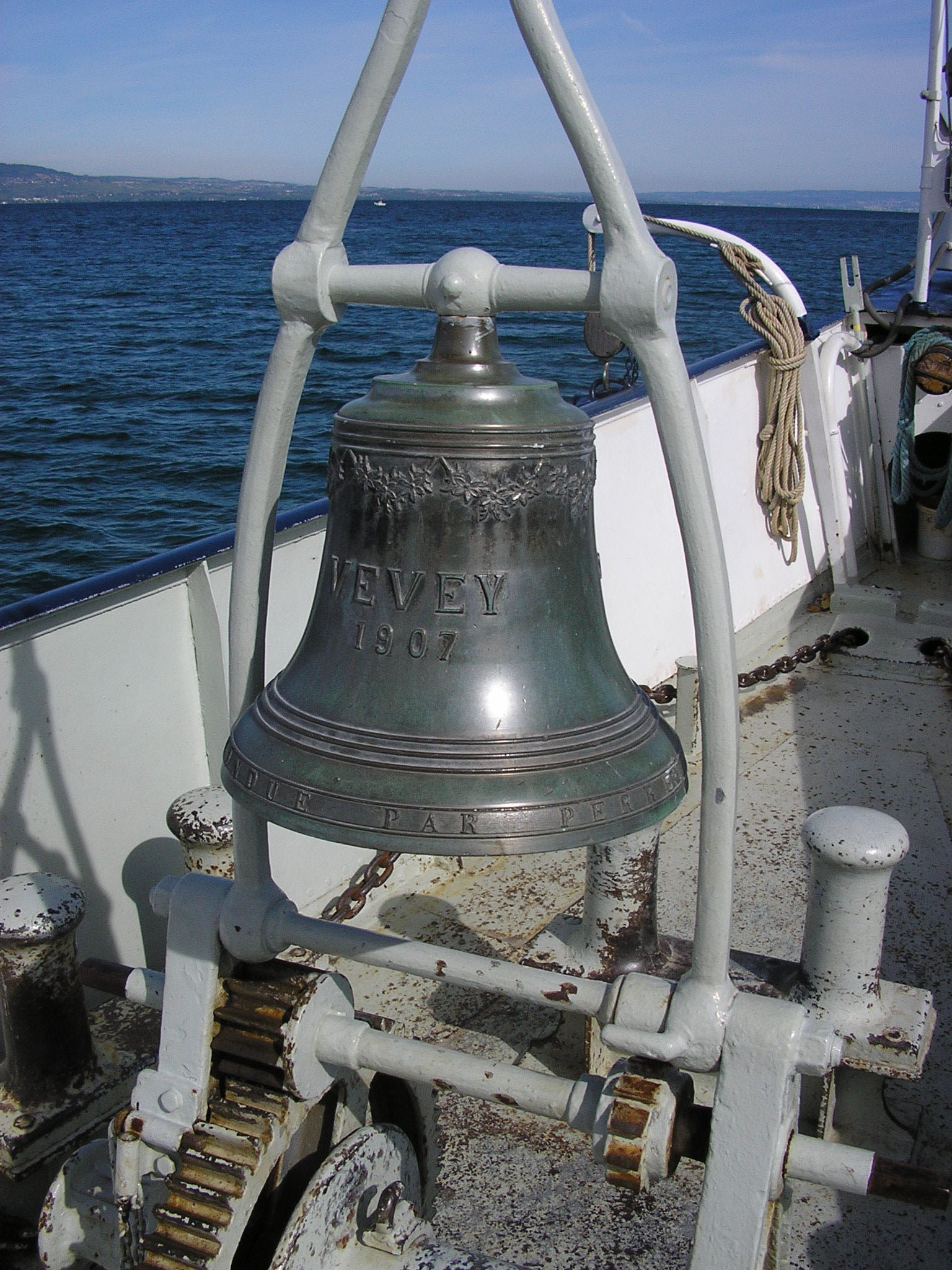
La cloche.
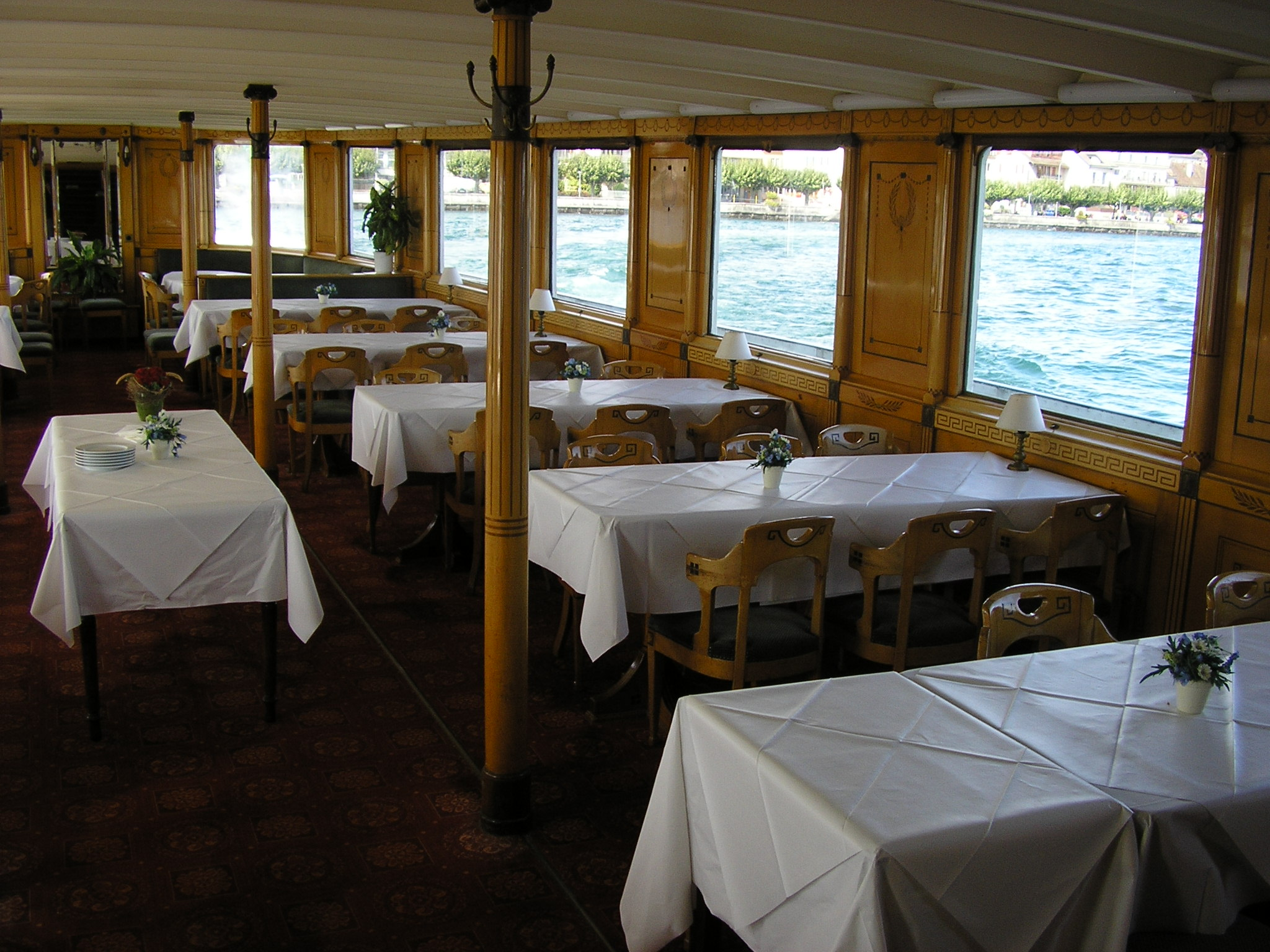
Le restaurant.
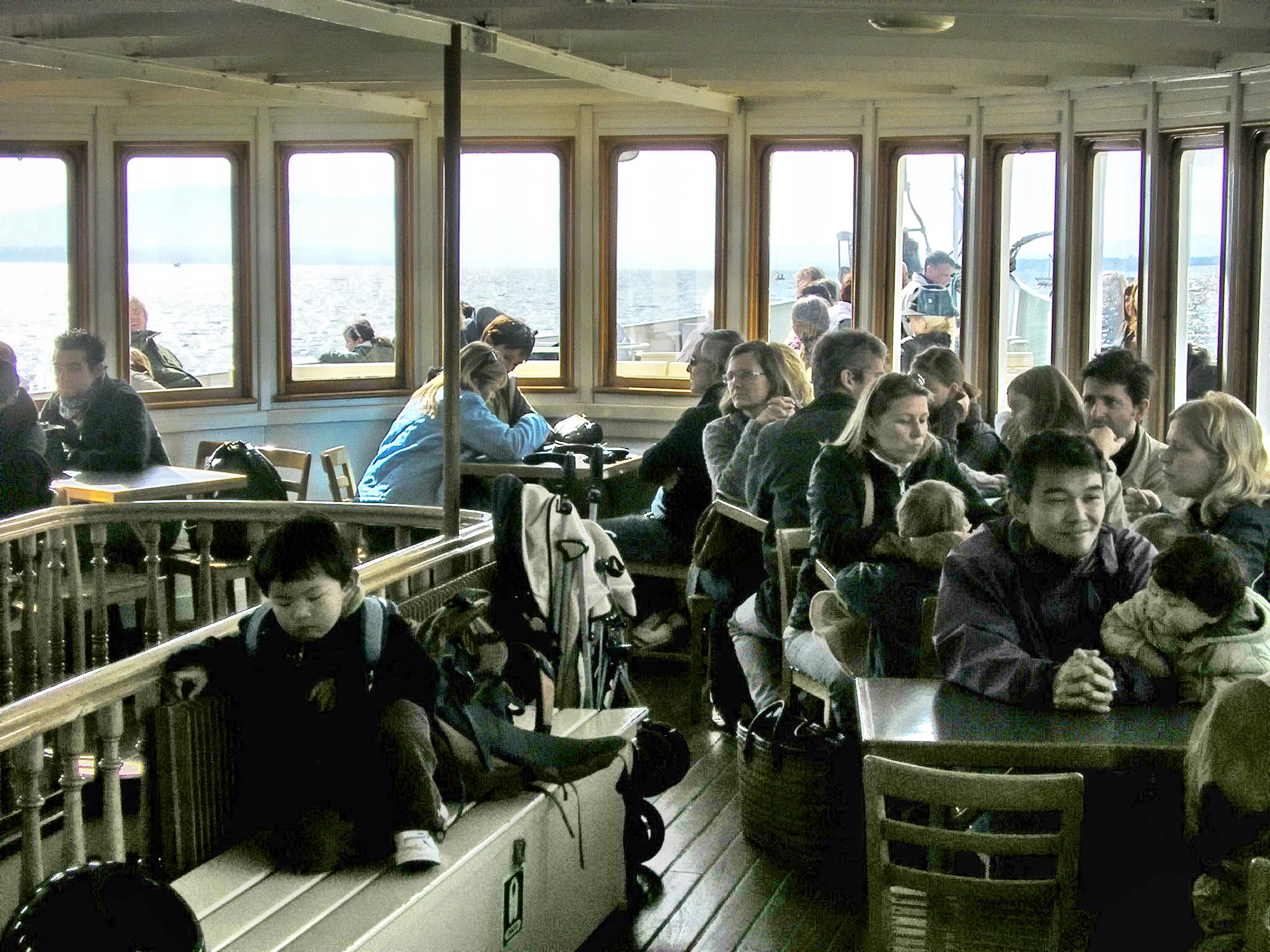
Le salon de 2e classe.
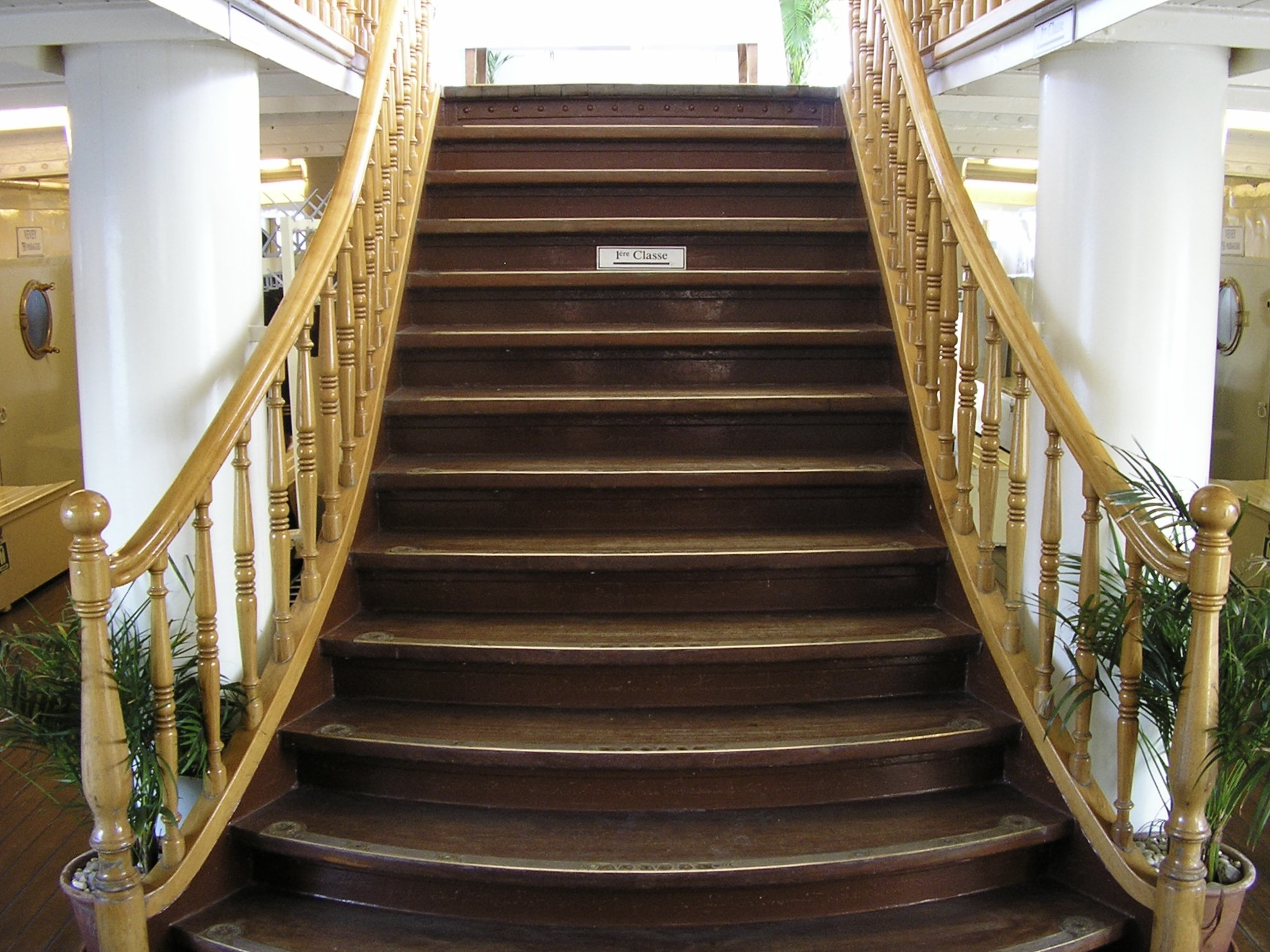
L'escalier.